# Gravidez transgênero

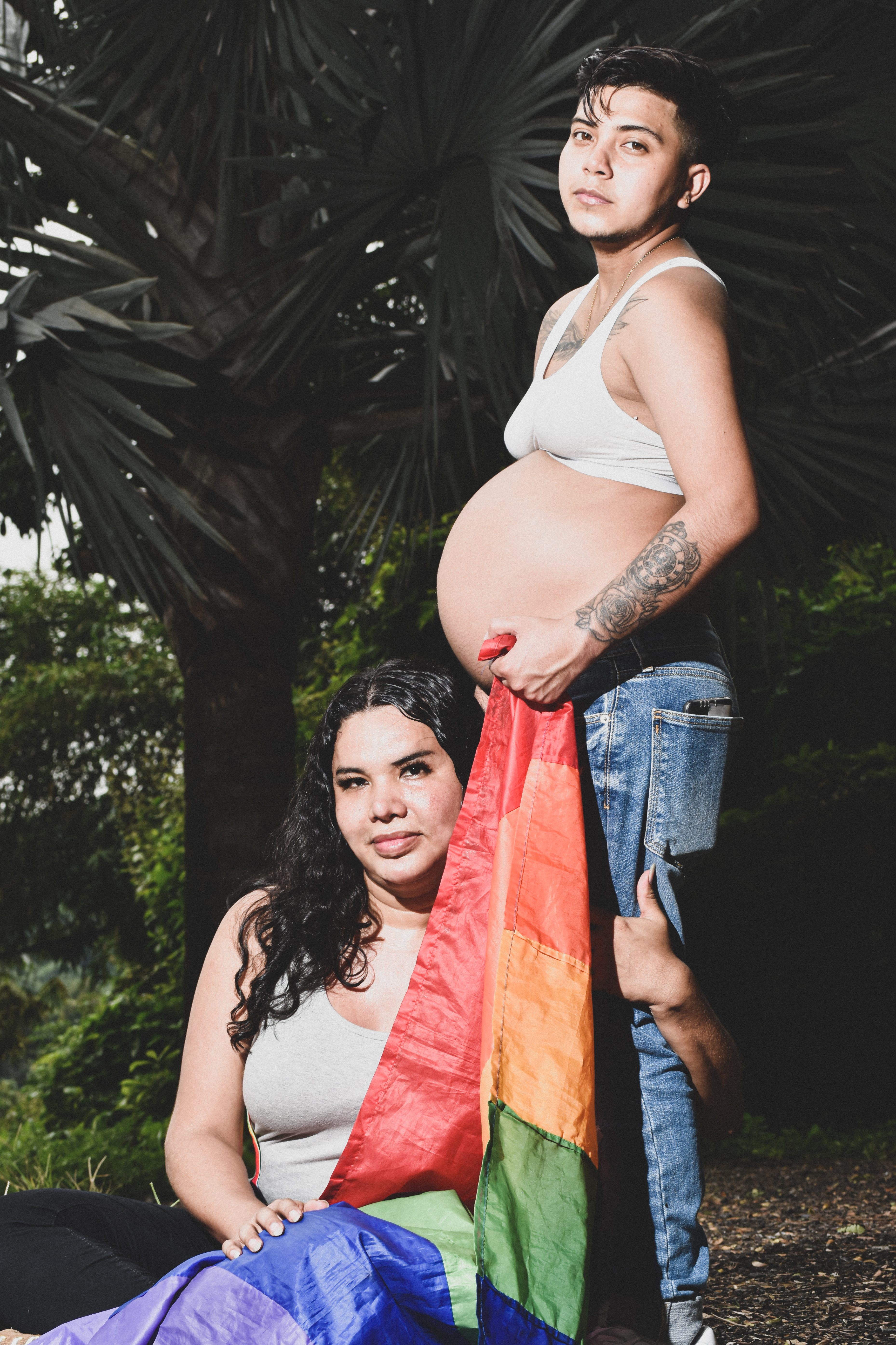
Homem trans grávido Fernando Machado e sua esposa trans, Diane Rodríguez

Gravidez transgênero é a incubação de um ou mais embriões ou fetos por pessoas transgênero.

## Mulheres trans
Pessoas designadas como do sexo masculino ao nascer geralmente não têm qualquer anatomia necessária para o desenvolvimento embrionário e fetal natural. Atualmente, não há casos de sucesso em relação ao transplante de útero de uma mulher transgênero. A questão teórica da gravidez ectópica (gravidez fora da cavidade uterina) por implante em pessoas designadas como do sexo masculino ao nascer foi abordada por especialistas no campo da medicina da fertilidade, que enfatizam que o conceito de implantação ectópica, embora teoricamente plausível, nunca foi tentado e seria difícil justificar - mesmo para mulheres cisgênero sem útero - devido aos riscos extremos para a saúde tanto das mães como da criança.
Robert Winston, pioneiro da fertilização in vitro, disse ao Sunday Times, de Londres, que a gravidez por parte de pessoas designadas como do sexo masculino ao nascer certamente seria possível com um embrião implantado no abdômen dessa pessoa - com a placenta ligada a um órgão interno, como o intestino - e depois entregue por cesariana. O implante ectópico do embrião ao longo da parede abdominal e o consequente crescimento da placenta seriam, no entanto, muito perigosos e potencialmente fatais para o hospedeiro, pelo que é improvável que seja estudado em humanos.

## Homens trans
No caso de homens transgênero que possuam ovários, útero e vagina em funcionamento, mesmo depois de passarem por alterações das características sexuais secundárias para as típicas masculinas, poderão engravidar. Naqueles que possuem haja níveis altos de testosterona, seja através de terapia hormonal ou variação intersexo, é necessária uma baixa nos níveis hormonais para o típico feminino por um período ainda não especificado pela medicina, mas que, por casos anteriores conhecidos, pode ser calculado entre três e seis meses de interrupção. Independentemente disto, a progressão da gravidez e procedimentos de parto são tipicamente os mesmos que os feitos em qualquer outra pessoa grávida.
No entanto, os homens trans que participam da gestação são frequentemente submetidos a uma variedade de experiências negativas, sociais, emocionais e médicas, já que a gravidez é considerada uma atividade exclusivamente das mulheres. De acordo com o estudo "Transgênero Homens que Experimentaram Gravidez Após Transição de Sexo de Mulher para Homem" do Colégio Americano de Obstetras e Ginecologistas, há falta de conscientização, serviços e assistência médica disponíveis para gestantes trans. A inacessibilidade a esses serviços pode levar à dificuldade em encontrar serviços confortáveis e de apoio em relação à assistência pré-natal, bem como a um aumento do risco de práticas não-saudáveis ou não-seguras. Além disso, o estudo também expôs que alguns indivíduos relataram ter disforia de gênero e sentimentos de isolamento devido às mudanças drásticas na aparência que ocorrem durante a gravidez, tais como seios aumentados, caso não tenha passado por masmectomia, e devido a mudanças na recepção pública de seu gênero. Os pesquisadores também descobriram que níveis altos prévios de testosterona não afetaram a gravidez.
Matt Rice, um homem trans, deu à luz um filho chamado Blake em outubro de 1999 seguindo doações aleatórias de espermatozoides de três amigos durante um relacionamento com o escritor transgênero Patrick Califia.
Thomas Beatie, outro homem transgênero, teve três filhos. Ele escolheu engravidar porque sua esposa Nancy era infértil, com esperma criogênico doado e uma seringa, em casa. Thomas escreveu um artigo sobre a experiência no The Advocate. O The Washington Post ampliou ainda mais a história em 25 de março, quando o blogueiro Emil Steiner chamou Beatie de o primeiro gestante "legalmente" registrado, em referência ao reconhecimento legal de certos estados e federal de Beatie como homem, embora gestante. Em 2010, o Guinness World Records reconheceu Beatie como "o primeiro homem casado a dar à luz". Beatie deu à luz uma menina chamada Susan Juliette Beatie em 29 de junho de 2008. Barbara Walters anunciou a segunda gravidez de Beatie no The View, e Beatie deu à luz um menino chamado Austin Alexander Beatie em 9 de junho de 2009. Beatie deu à luz seu terceiro filho, um menino chamado Jensen James Beatie, em 25 de julho de 2010.
Yuval Topper, um homem trans israelense, deu à luz uma criança em 28 de dezembro de 2011.
A gravidez masculina é atípica aos mamíferos, mas o "fenômeno é o modo reprodutivo universal de peixes-agulha, cavalos-marinhos e dragões marinhos."

## Pessoas não binárias
No caso de pessoas não binárias que possuam ovários e útero em funcionamento, assim como quem for altersexo designado como mulher ao nascer ou transmasculino, podem engravidar assim como homens trans. Contudo, há pessoas não binárias sem útero ou ovários.